# Adramelch
Adramelch ist eine italienische Power- und Progressive-Metal-Band, die im Jahr 1986 in Mailand gegründet wurde.

## Geschichte
Die Band wurde im Jahr 1987 von Schlagzeuger Gianluca Corona, Bassist Franco Avalli und Gitarrist Lorenzo Marconi gegründet. Etwas später kam Sänger Vittorio Ballerio zur Besetzung. Zu Anfang spielten sie nur Coverversionen von Queensrÿche, Iron Maiden und Black Sabbath, bis sie sich schließlich dazu entschlossen eigene Lieder zu entwickeln. Im September änderte sich die Besetzung stark: Corona wechselte vom Schlagzeug zur E-Gitarre und Luca Moretti kam als neuer Schlagzeuger zur Band. Gitarrist Marconi verließ die Band und wurde durch Sandro Fremiot ersetzt. Die nächsten sechs Monate verbrachte die Gruppe mit dem Entwickeln neuer Lieder und dem Proben dieser. Danach begab sich die Band in das Hammill Studio in Mailand, um ihr erstes Demo Irae Melanox aufzunehmen. Dadurch wurde LM Records auf die Band aufmerksam, wodurch die Band auf der Kompilation Heavy Eendezvous mit Creepin’ Death, Moon of Steel und Drunkards zu hören war. Zudem spielte die Band vermehrte Konzerte in der Umgebung Mailands. Danach erreichte die Band einen Vertrag mit Metal Master Records und nahm im Juni 1988 das Album Irae Melanox auf. Nach der Veröffentlichung im selben Jahr mussten Bassist Franco Avalli und Schlagzeuger Luca Moretti die Band verlassen, um ihren Wehrdienst abzuleisten. Dadurch legte die Band eine Pause ein, wodurch sich die verbliebenen Mitglieder anderen Projekten widmen konnten.
Im Juli 2003 fanden Gitarrist Gianluca Corona, Bassist Franco Avalli und Sänger Vittorio Ballerio wieder zusammen, um an einem zweiten Album zu arbeiten. Statt eines zweiten Gitarristen war nun Keyboarder Davide Doviti in der Band vertreten. Als neuer Schlagzeuger kam Sigfrido Percich zur Besetzung, als neuer Gitarrist Andrea Volontè. Im Juli 2004 trat die Band auf dem Headbangers Open Air in Hamburg auf. Am Ende des Sommers verließ Bassist Avalli die Band, dem kurze Zeit später Andrea Volontè folgte. Im September 2004 kam Fabio Troiani als neuer Gitarrist zur Band, dem Bassist Maurizio Lietti ein paar Wochen später folgte. Im Januar 2005 unterschrieb die Band einen Vertrag bei Underground Symphony. Das nächste Album Broken History wurde im Februar 2005 im New Sin Studio in Loria von Luigi Stefanini aufgenommen und abgemischt und im September veröffentlicht. Im Jahr 2005 hielt die Band einige Auftritte, wie auf dem deutschen Keep It True oder dem Metal Legions Attack im italienischen Vicenza. Währenddessen arbeitete die Band auch an neuen Liedern. Im Januar 2006 folgten weitere Auftritte in Würzburg und Kaiserslautern. Dabei spielte die Band auch einige neue Lieder. Im März folgte ein Konzert in Mailand.
In den folgenden zwei Jahren konzentrierte sich die Band hauptsächlich, neben ein paar Auftritten wie dem deutschen Bang Your Head im Jahr 2007, dem Up the Hammers Festival in Athen und dem Play It Loud, auf die Produktion der neuen Lieder. Im Juni 2009 wurde die Vorproduktion der neue Lieder fertiggestellt, sodass sie im März 2010 das neue Album Lights from Oblivion aufnahmen. Die Aufnahmen und das Abmischen wurde im Oktober beendet. Im selben Monat erschien außerdem eine Neuauflage von Irae Melanox.
Im Sommer 2011 musste Bassist Maurizio „Mau“ Lietti berufsbedingt die Band verlassen und wurde im November 2011 durch Sarmax ersetzt. Im Februar 2012 unterschrieb die Band einen Vertrag bei Pure Prog Records, um das Album Lights from Oblivion am 27. April zu veröffentlichen. Am Veröffentlichungsdatum trat die Band auf der 15. Auflage des Keep It True auf.

## Stil
Die Band spielt progressiven Power Metal, wobei die Musik mit den frühen Werken von Fates Warning vergleichbar ist.

## Diskografie
- 1987: Irae Melanox (Demo, Eigenveröffentlichung)
- 1988: Irae Melanox (Album, Metal Master Records)
- 2005: Broken History (Demo, Eigenveröffentlichung)
- 2005: Broken History (Album, Underground Symphony)
- 2012: Lights from Oblivion (Album, Pure Prog Records)
- 2015: Opus (Album, Pure Prog Records)